# فيرناسكا
فيرناسكا (بالإيطالية: Vernasca)‏ هي بلدية في مقاطعة بياتشنزا في إقليم إميليا رومانيا الإيطالي.

## السكان
في سنة 1861 بلغ عدد السكان 4٬460 نسمة، وتطور العدد ليصل في سنة 2011 لـ 2٬241 نسمة.
يظهر هذا المخطط البياني تطور النمو السكاني لـ فيرناسكا